# Renata Jasińska-Nowak
Renata Jasińska-Nowak (ur. 17 marca 1953 w Zielonej Górze, zm. 4 sierpnia 2019 we Wrocławiu) – polska aktorka i reżyserka teatralna, od 1993 roku dyrektor Teatru Arka we Wrocławiu, od roku 2002 prezes Stowarzyszenia Przyjaciół Teatru „Arka”.

## Życiorys
Rodzice Jasińskiej-Nowak pochodzili z Poznania. Jej matka przeżyła obóz koncentracyjny, ojciec w czasie wojny działał w konspiracji. Renata Jasińska urodziła się 17 marca 1953 roku w Zielonej Górze. Jest absolwentką Państwowej Wyższej Szkoły Teatralnej im. Ludwika Solskiego w Krakowie. Dyplom wydziału Lalkarskiego w filii we Wrocławiu uzyskała w 1978 roku. W czasie studiów pierwsze kroki jako aktorka stawiała na scenie Lubuskiego Teatru w Zielonej Górze, w sezonie 1972/73 na scenie lalkowej. Grała tam w kilku sztukach, między innymi: Jaś czy Małgosia?, Jak to cała zgraja wilków chciała porwać Mikołaja.
Od 1978 do 1981 roku była aktorką Wrocławskiego Teatru Lalek we Wrocławiu, a w latach 1981–1987 aktorką Teatru im. Cypriana Kamila Norwida w Jeleniej Górze. W czasie  pracy artystycznej w Teatrze Norwida w Jeleniej Górze zapisała się znaczącą rolą Klary w Zemście Aleksandra Fredry. Od 1980 roku członkini Solidarności, od września 1980 roku wiceprzewodnicząca Komitetu Zakładowego we Wrocławskim Teatrze Lalek, współpracowniczka środowiska Wrocławskiego Teatru Współczesnego im. Edmunda Wiercińskiego. W latach 1983–1989 była współpracownicą Komitetu Kultury Niezależnej we Wrocławiu oraz wrocławskiego niezależnego teatru Nie Samym Teatrem. Jego osiągnięcia zauważone zostały przez Polonię australijską, która przyznała jej nagrodę Pol-Cult. W niezależnej kulturze realizowała przedstawienia funkcjonujące poza cenzurą: Księgi narodu polskiego i pielgrzymstwa polskiego Adama Mickiewicza, Testament księdza Popiełuszki. Spektakle te, grane między innymi w Warszawie, Poznaniu i we Wrocławiu, zostały wysoko ocenione przez krytykę i widzów. Recenzje z tych przedstawień ukazały się w piśmie Obecność oraz w Kulturze Paryskiej. W 1983 wraz z aktorką Iwoną Stankiewicz oraz mężem aktorem Andrzejem Nowakiem współzałożyła  niezależny teatr Scena 44, którego spektakle prezentowane były w kościołach na terenie Polski (dawne województwo jeleniogórskie, Wrocław, Gorzów Wielkopolski, Poznań, Warszawa). Do roku 1988  była jego aktorką, scenarzystką i współreżyserem. Obok Renaty Jasińskiej w teatrze występowali: Iwona Stankiewicz, mąż Andrzej Nowak, Ryszard Węgrzyn (Teatr Dramatyczny w Wałbrzychu), Bogdan Michalewski (Teatr na Bruku). Za stronę organizacyjną odpowiedzialna była jeleniogórska Solidarność, w osobach: Andrzeja Piesiaka, Romana Niegosza, Władysława Niegosza  oraz Edwarda Wryszcza.
W roku 1985 wobec Jasińskiej-Nowak zaczęły się szykany. Była wielokrotnie przesłuchiwana, zatrzymywana oraz pozbawiana ról w jeleniogórskim teatrze, a w roku 1987 pod naciskiem Służby Bezpieczeństwa dyrekcja Teatru im. C.K. Norwida nie przedłużyła z nią umowy o pracę. W latach 1987–1993 aktorka pracowała we Wrocławskim Teatrze Współczesnym im. Edmunda Wiercińskiego. W lutym i marcu 1989 roku współzałożycielka (ze Zbigniewem Górskim i Andrzejem Nowakiem) reaktywowanej Solidarności we Wrocławskim Teatrze Współczesnym. Do roku 1993 przewodnicząca Komitetu Zakładowego tamże. 13 czerwca 1987 uczestniczka spotkania niezależnych środowisk twórczych z Janem Pawłem II w kościele św. Krzyża w Warszawie. Związki artystyczne z Teatrem Współczesnym we Wrocławiu zaowocowały kilkoma liczącymi się rolami. Zagrała m.in. Dunię w Zbrodni i karze Fiodora Dostojewskiego.

## Działalność polityczna
W roku 1989 uczestniczyła w kampanii wyborczej Solidarności w województwie jeleniogórskim. W marcu 1990 roku była delegatem na II Walne Zebranie Delegatów Regionu Dolny Śląsk. W latach 1990–1993 była członkiem Krajowej Sekcji Pracowników Instytucji Artystycznych Sekretariatu Kultury i Środków Przekazu NSZZ „Solidarność”, a od roku 1993 członkiem Solidarności w Teatrze Polskim we Wrocławiu.

## Teatr Arka
Od 1993 roku, jako jedna ze współzałożycieli, nieprzerwanie była związana z Teatrem Arka we Wrocławiu. Prowadziła teatr samodzielnie, łącząc rolę aktorki, autorki scenariuszy, reżyserki i dyrektorki teatru. Będąc jego spiritus movens odważnie i z rosnącym powodzeniem rozszerzała zakres działalności artystycznej, skupiając wokół siebie ludzi wrażliwych, zdolnych i otwartych na twórcze eksperymentowanie w teatrze. Sama wybierała do pracy adeptów, mając i w tej kwestii szczególne wyczucie. 
Po jej śmierci, 4 sierpnia 2019 roku, 26 września 2019 r. Teatr Arka otrzymał jej imię - Renaty Jasińskiej.
Od roku 2011 była członkiem Rady Kultury Dolnego Śląska. W 2006 roku zagrała w filmie Filipa Bajona Fundacja matkę chłopca niepełnosprawnego. Do 16 lutego 1988 była rozpracowywana przez Wydział III WUSW w Jeleniej Górze w ramach SOS kryptonim Renia.

## Nagrody i wyróżnienia
- Odznaka Honorowa Złota Zasłużony dla Województwa Dolnośląskiego (2013)
- Laureatka konkursu Akcja Akacja, Akcja Dąb „Niezwykły Dolnoślązak” (2013)[4]
- Europejska Nagroda Obywatelska dla prowadzonego przez Renatę Jasińską-Nowak Teatru Arka[8] (2013)
- Nagroda Wrocławia dla Teatru Arka (2013)
- Nagroda specjalna Ministra Kultury i Sztuki za całokształt pracy artystycznej (2004)[1]
- Nagroda na Festiwalu Teatru Jednego Aktora w Toruniu (1979)[1], za rolę Pani w „Pokojówkach” Jeana Geneta[9]
- Nagroda Miasta Wrocławia przyznawana przez wojewodę wrocławskiego (1980)[1][9]
- Pierwsza nagroda na Międzynarodowym Festiwalu Teatralnym w Zagrzebiu w ówczesnej Jugosławii za rolę Pinokia (1978)[1][9]
- Nagroda Polcul Foundation za działalność artystyczną NTSCiC (1986)[1]